# No cognitivismo teológico
El argumento del no-cognitivismo teológico se basa en que el lenguaje religioso, y concretamente palabras como "Dios", carecen de significado cognoscible. Algunos pensadores lo proponen como una forma de demostrar la inexistencia de algo llamado "Dios". Algunas veces es considerado como sinónimo de ignosticismo.

## Descripción general
El no-cognitivismo teológico se puede argumentar de diferentes maneras, dependiendo del significado de una teoría. Michael Martin la describe desde una perspectiva verificacionista y llega a la conclusión de que el lenguaje religioso no tiene sentido porque no es verificable (o no es comparable con algo verificable).
George H. Smith utiliza un enfoque basado en atributos, en un intento por probar que no hay concepto de la palabra "Dios", él sostiene que no hay atributos significativos, sólo definidos negativamente o atributos de relación haciendo que el término carezca de sentido. La posición de Smith es que el no-cognitivismo nos lleva a la conclusión de que "nada llamado Dios existe", demostrando el ateísmo fuerte.
Otra forma de expresar el no-cognitivismo teológico, es que para cualquier frase S, S es cognitivamente sin sentido si y sólo si S expresa una proposición inconcebible o si S no expresa una proposición.
La sentencia, X es un triángulo de cuatro lados que existe fuera del espacio y del tiempo, no puede ser visto o medido y activamente repele las esferas de color azul, es un ejemplo de una proposición inconcebible. A pesar de que la sentencia expresa una idea, esa idea está construida de manera incoherente y no puede ser alojada coherentemente en el pensamiento. Es inconcebible y no verificable.
Del mismo modo, Z es una sentencia que no expresa una proposición significativa. En este sentido, hablar de creer o dar prioridad a X o Z es una aserción sin significado en el mismo camino que decir la frase yo creo que las ideas incoloras verdes duermen furiosamente es gramaticalmente correcta, pero carente de sentido.
Algunos no cognitivistas acertan que ser un ateísta fuerte es dar credibilidad al concepto de Dios, debido a que lo asumen como algo comprensible para no creerlo. Esto puede ser confuso debido a la generalizada creencia en Dios y el uso común de la serie de letras D-i-o-s como si este fuese ya comprendido, y como si tuviese algún significado comprensible en términos cognitivos. Desde este punto de vista los ateos han hecho una suposición errónea de que el concepto de Dios en realidad contiene una proposición expresable o concebible. Sin embargo, esto depende de la definición específica de Dios que esté siendo utilizada.
Al igual que con el ignosticismo, los no-cognitivistas esperan una definición coherente de la palabra "Dios" (o de cualquier otro enunciado metafísico a discutir) antes de poder participar en argumentos a favor o en contra de la existencia de Dios.